# Gastón Cano Ávila
Gastón Cano Ávila (17 de junio de 1926 - 30 de enero de 2017) médico, escritor, historiador y fotógrafo mexicano, estudioso de la botánica y de la vida salvaje del desierto de Sonora. 

## Vida personal
Nace en la ciudad de Hermosillo, Sonora. Fue hijo del coronel Luis B. Cano y de Josefína Ávila de Cano. Cursa sus primeros estudios en la primaria en el Colegio Sonora y la secundaria en la Escuela Prevocacional No. 10. Sus estudios de preparatoria los cursa en la Universidad de Sonora pasando a estudiar la carrera de medicina en la Escuela de Medicina de la U.N.A.M. Estudia la maestría en Salud Pública en la Escuela e Instituto de Salubridad y Enfermedades Tropicales.

## Carrera profesional
Como médico ocupó los cargos de Jefe del Servicio de Infectología del Hospital General del Estado de Sonora y director del Centro de Salud Domingo Olivares, así como Jefe de la Sección de Epidemiología de los Servicios Coordinados del Estado de Sonora.
En el área académica fue catedrático de la Universidad de Sonora así como miembro del Consejo Universitario de la misma institución durante dos ocasiones. 
Como consejero fungió en el Consejo Técnico Consultivo del Hospital General del Estado de Sonora. Fue supervisor del Servicio de Medicina Preventiva del Instituto Mexicano del Seguro Social en el norte del Estado. Fue miembro fundador de la Sociedad Sonorense de Historia.
Fue por muchos años médico de cabecera de los pueblos Seri en Punta Chueca y Desemboque.

## Reconocimientos y homenajes
Recibe el premio de Fotografía turística por parte del Gobierno del Estado de Sonora en 1965, y el premio Kinsa de fotografía en 1986. En el año de 1973 recibe el reconocimiento de Ciudadano Honoriario (Outstanding Honorary Citizen) en la ciudad de Tucson, Arizona.
Las Jornadas Médicas del Hospital General del Estado llevadas a cabo en 1990 llevaron su nombre. En octubre de 1992 lo invita el Ayuntamiento de Logroño y el gobierno de la provincia autónoma de La Rioja a impartir conferencias sobre ecología y etnología de Sonora y noroeste de México. Fue fundador y director de 1997 a 2003 del museo étnico de los Seris en Bahía de Kino, donde la sala de usos múltiples lleva su nombre.
En 1996 le dieron su nombre a una calle en la ciudad de Hermosillo, en la colonia Altares.
La XXIV edición del Simposio de Historia, llevada a cabo el 22 de noviembre de 2011, fue en honor del Dr. Cano Ávila. El tema principal de ese simposio fue el Proceso Étnico-cultural en Sonora, siglos XVII, XVIII y XIX, en el marco del Tricentenario del fallecimiento de Eusebio Francisco Kino.
Meses antes de morir el Dr. Cano hizo una donación de más de diez mil diapositivas que contienen fotografías de animales, vida sonorense, insectos, picaduras de animales ponzoñosos y síntomas de enfermedades, dicha donación la hizo al Instituto Sonorense de Cultura.

## Obras y publicaciones
Entre sus libros se encuentran:
- Prontuario para el Manejo de Personas Intoxicadas por Animales y Plantas Venenosas (1998).
- Intoxicaciones por uso de Plaguicidas de uso Agrícola (México DF, 1954).
- Apuntes de Medicina Social en Sonora- Estudios Epidemiológicos (Hermosillo, 1990).[10]
- Del caleidoscopio de mi vida (ISC, 2012).[11]

## Muerte
Fallece a los 90 años en la ciudad de Hermosillo.